# سیمکان (رود)
رودخانه سیمکان یکی از رودخانه‌های استان فارس در بخش سیمکان شهرستان جهرم می‌باشد. تقریباً همه آبادی‌های این بخش در امتداد مسیر این رودخانه قرار گرفته‌اند.
رود سیمکان از تنگ آتشگاه واقع در ۱۱ کیلومتری جنوب خاوری شهر میمند و ۱۴ کیلومتری شمال باختری شهر دوزه سرچشمه گرفته، از (سمت شمال) وارد بخش سیمکان شده و از جنوب آن خارج می‌شود و به رودخانه قره‌آغاج می‌ریزد و درنهایت از طریق رود مند وارد خلیج فارس می‌شود.( آب آن دائمی است) و میزان آن در زمستان و بهار زیاد می‌شود.